# Церковь Святого Киракоса (Диярбакыр)
Церковь Святого Киракоса (арм. Սուրբ Կիրակոս եկեղեցի) — армянская церковь основанная в 1376 году (по другим данным в XVI веке), расположенная в глубине квартала Сур города Диярбакыр Турции. Самая большая армянская церковь Ближнего Востока, имеет площадь 3769 квадратных метров, может вместить 1400 прихожан. До 1915 года ее колокольня была самым высоким сооружением в городе.

## История
Первые упоминания о церкви Святого Киракоса в Диярбакыре встречаются в труде Симеона Лехаци «Путешествие», датируемом 1610—1615 гг. Киракос — единственный сын Хугидан, вдовы из Коньи. Согласно преданию, в трехлетнем возрасте Киракоса подвергают пыткам за то, что он христианин. Судья сбрасывает ребенка с лестницы, и он погибает, ударившись головой о камень.
Заброшенный в результате геноцида армян, этот храм служил военным штабом во время Первой мировой войны, а позже использовался турецким «Сюмербанком» как склад хлопка. Была вновь открыта в 1960-х годах, но в 1980-х годах из-за резкого сокращения числа армян, проживающих в этом районе, снова пришла в упадок.
В 2011 году храм восстановили. Часть средств на реконструкцию выделила мэрия Диярбакыра, а основные средства — 70%, собрали уроженцы этого города, проживающие в Стамбуле. Они создали фонд церкви Святого Киракоса. Общая стоимость реконструкции — 2,5 млн. долларов. В 2012 году церковь вновь открылась, но ненадолго, так как, через три года, богослужения в ней опять прекратились, поскольку, начиная с лета 2015 года, город стал ареной ожесточенных боев между турецкой армией и отрядами Рабочей партии Курдистана. Старинный храм пострадал в ходе военных действий. В марте 2016 года турецкие власти постановили экспроприировать пять церквей и около 6 000 домов в историческом центре Диярбакыра. Однако армяне Диарбакыра обратились в суд с требованием вернуть здания храмов, что впоследствии и произошло, в том числе благодаря международной огласки.
В 2016 году церкви Сурб Киракос был присвоен статус охраняемого государством Турции объекта. Потребовалась повторная реконструкция после военных действий.
В 2019 году начались восстановительные работы. На этот раз значительную часть финансирования ремонта взяло на себя Министерство окружающей среды и городского развития Турции. В мае 2022 года церковь после очередной реставрации вновь открылась для богослужений. Константинопольский патриарх ААЦ Саак Машалян назвал открытие церкви спасательным кругом для христианского населения Диярбакыра, численность которого сокращается.

## Галерея

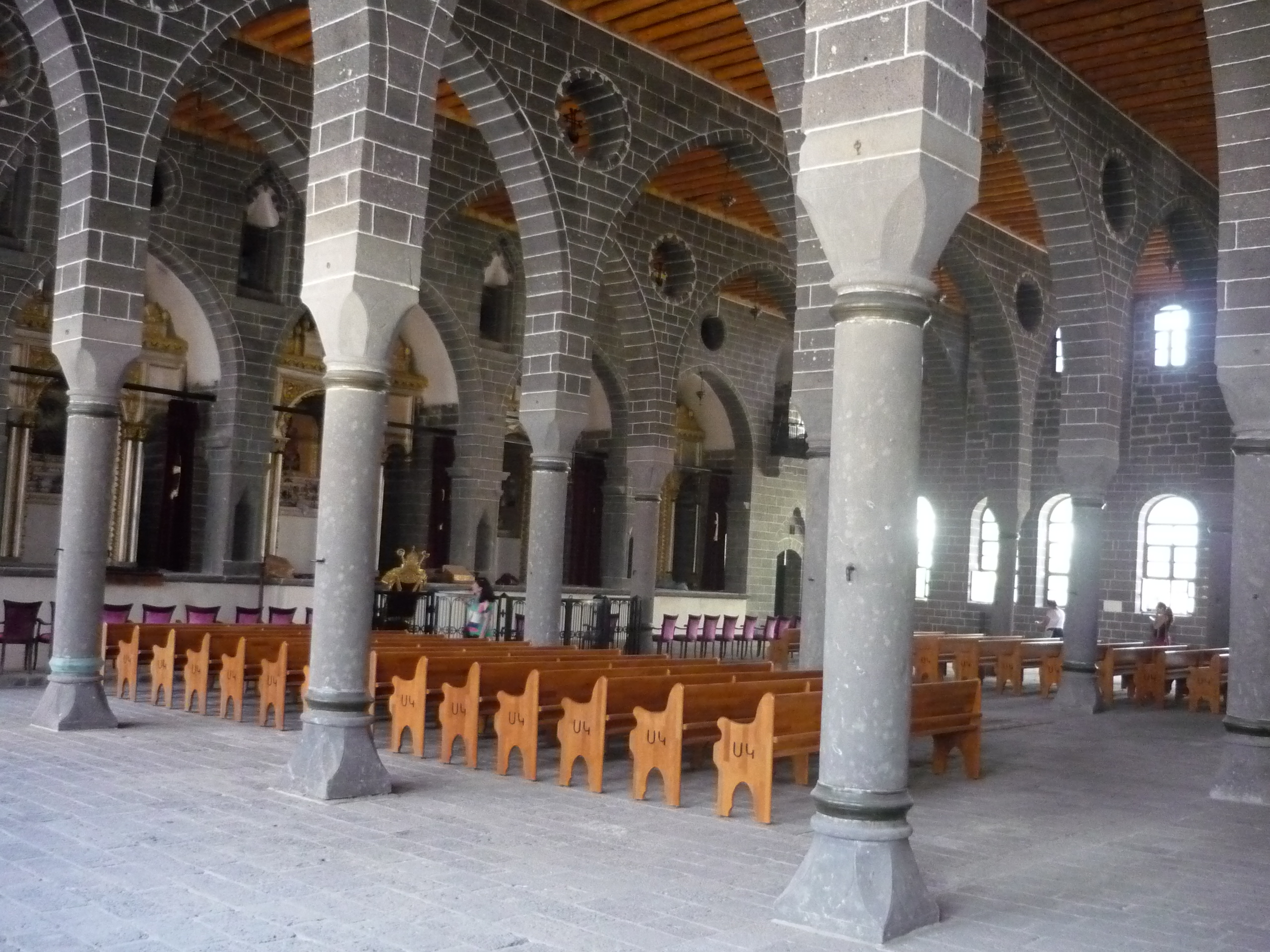
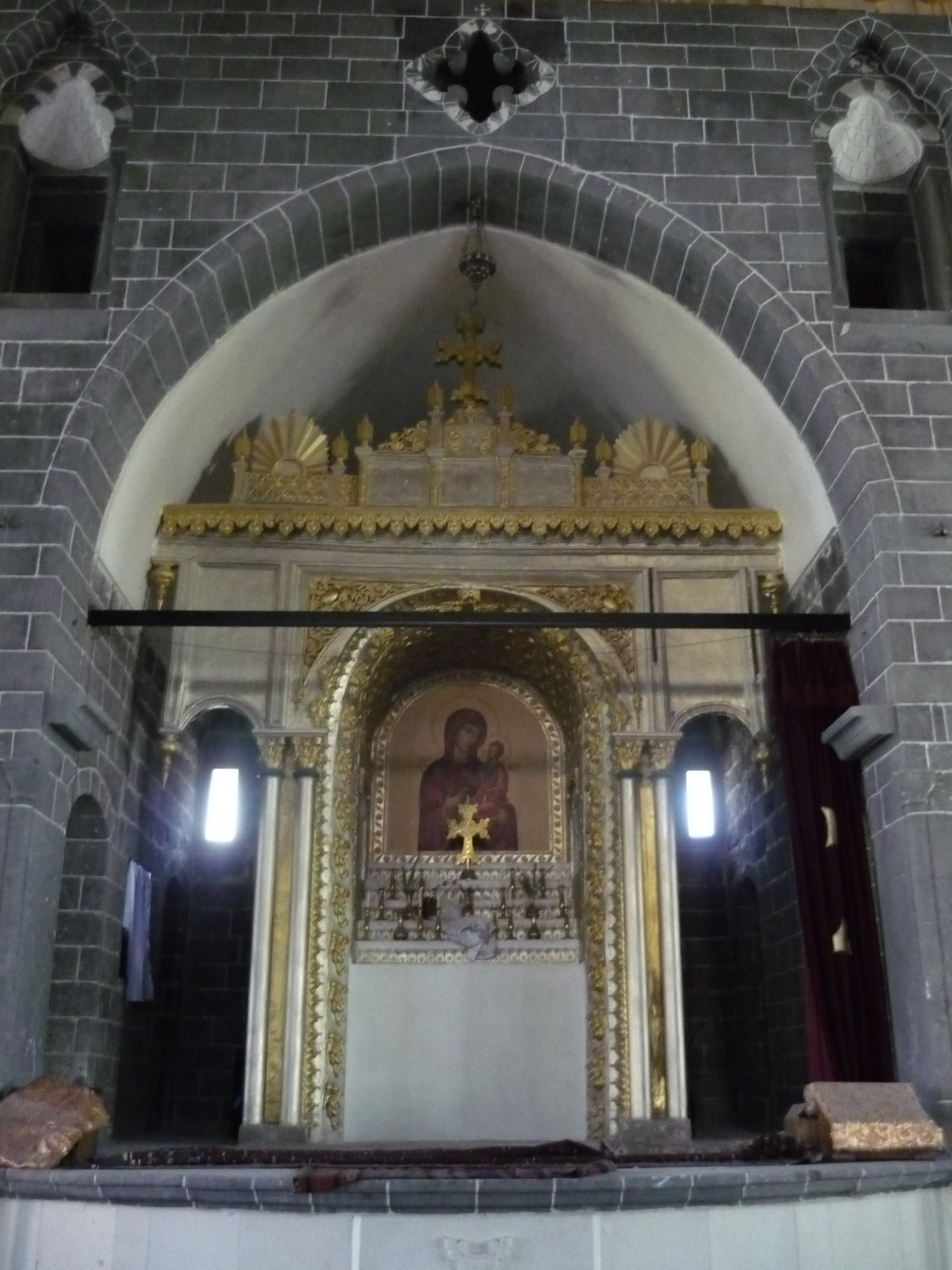
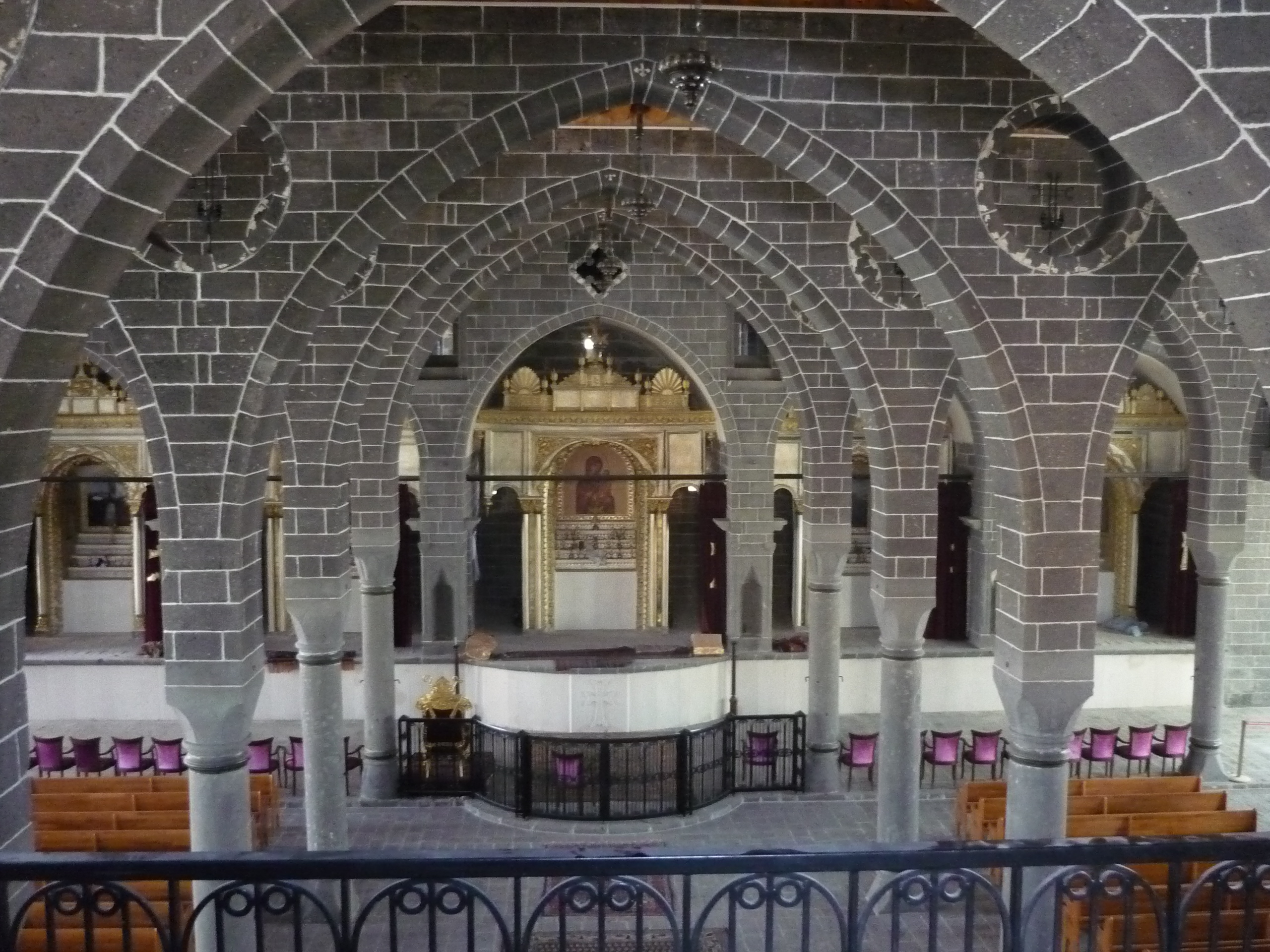
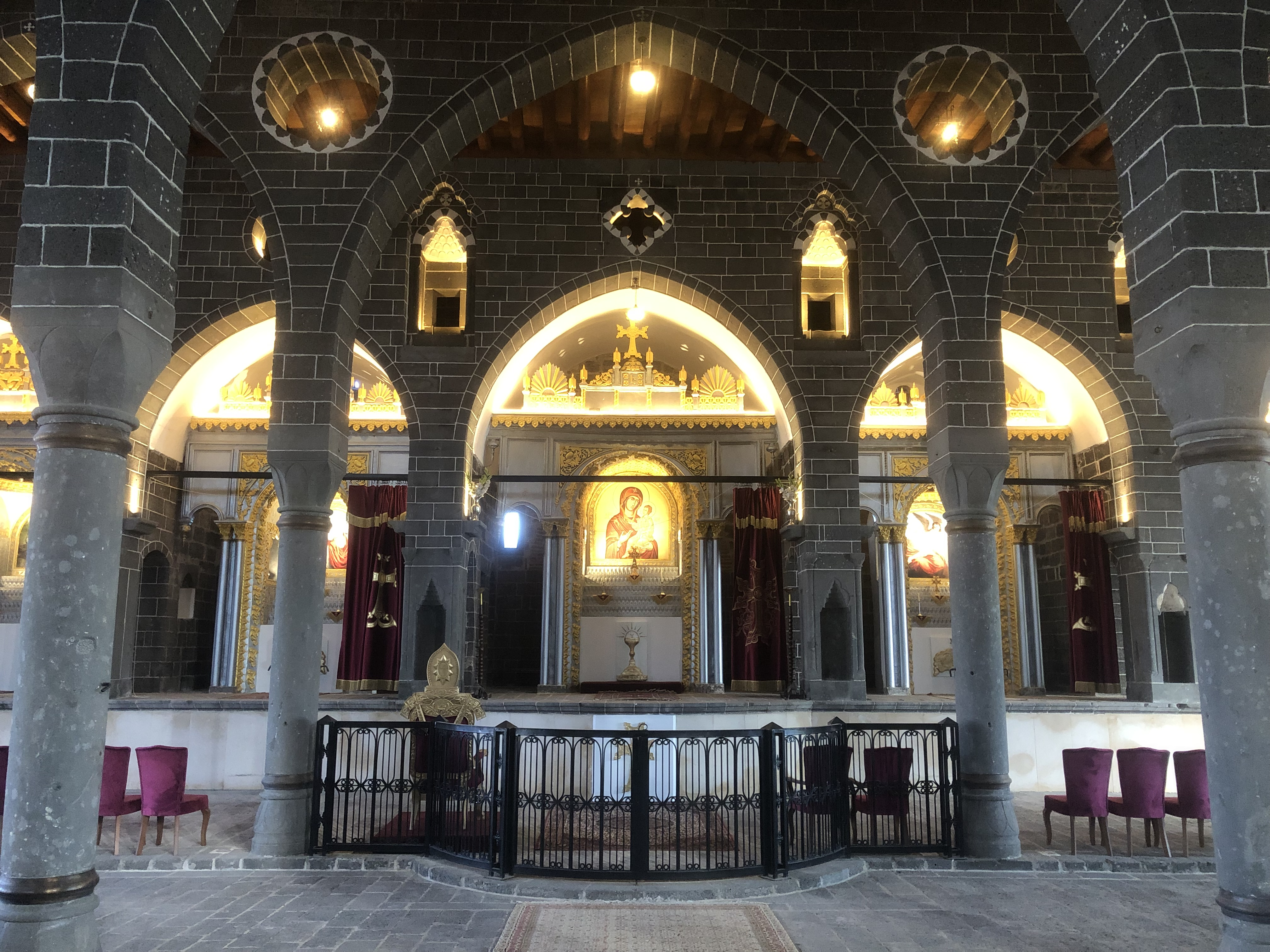
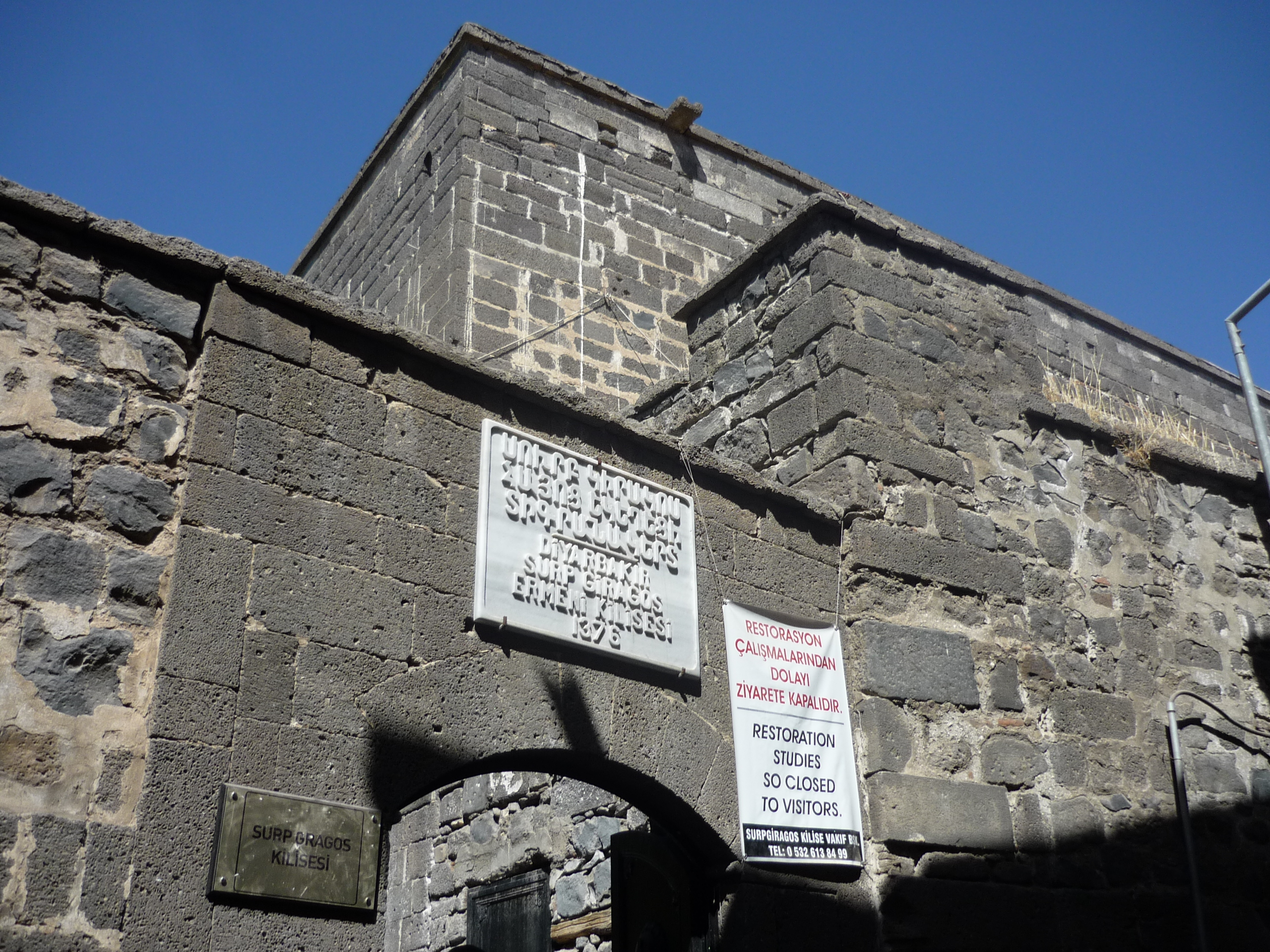
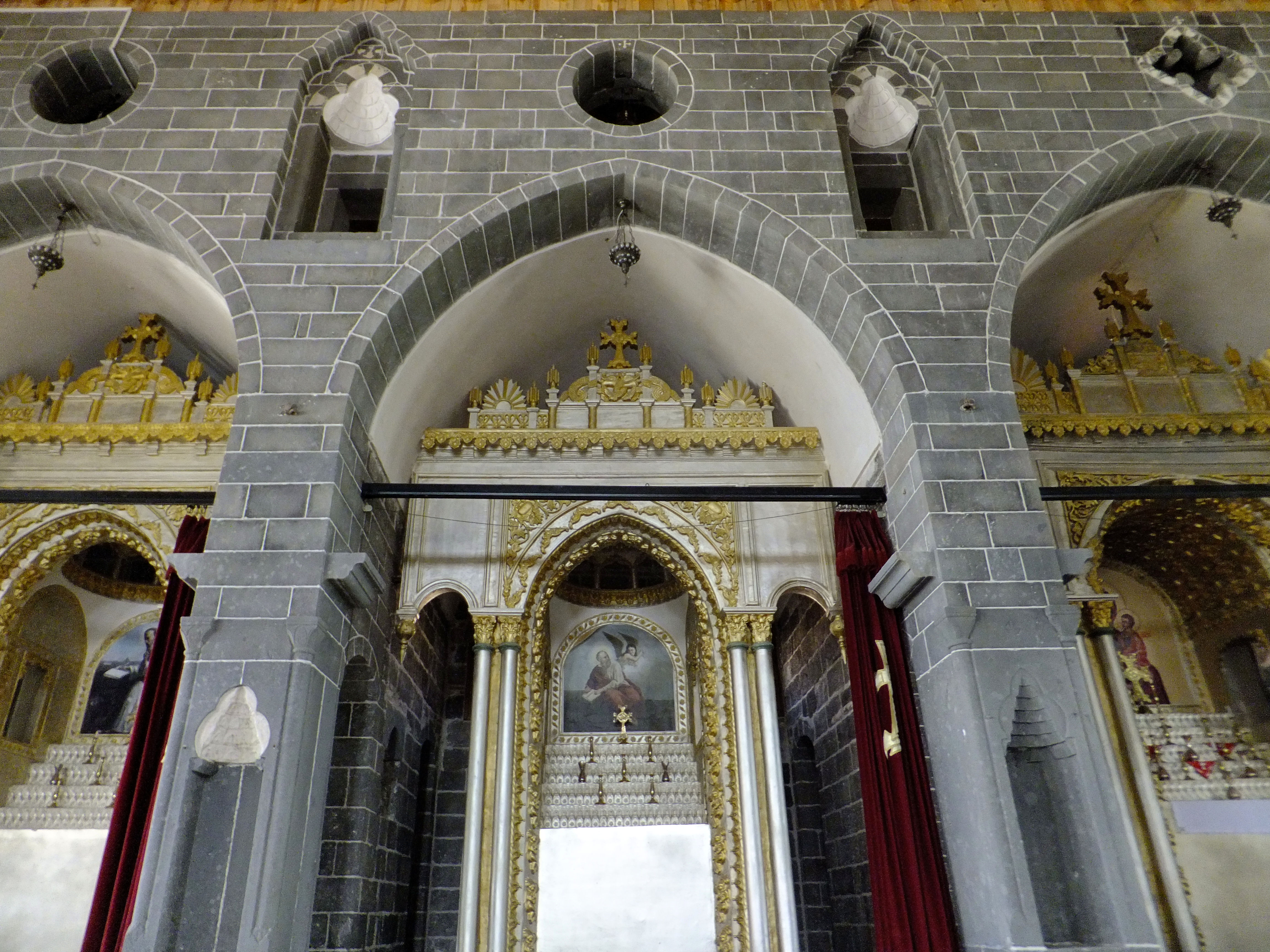
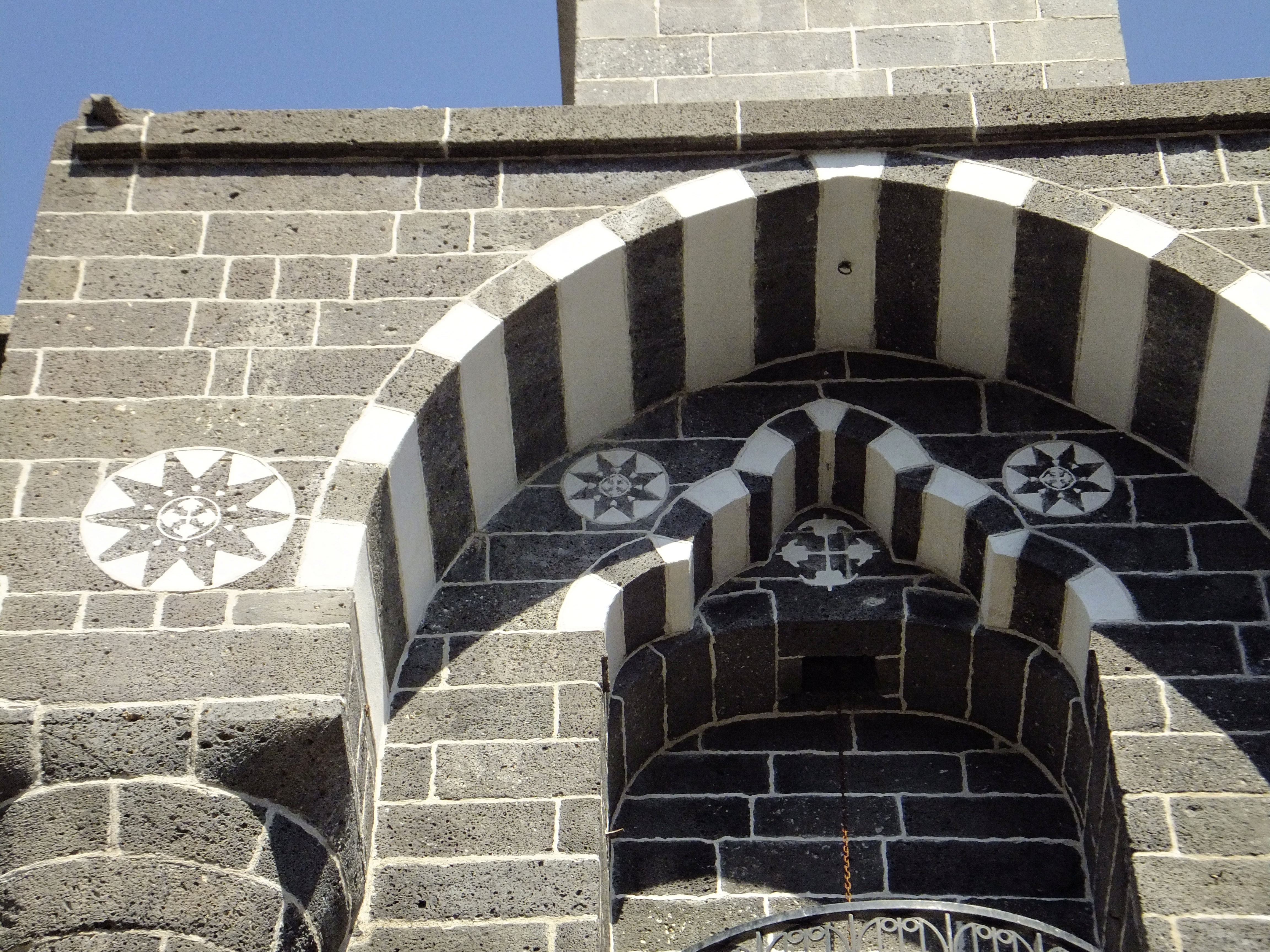
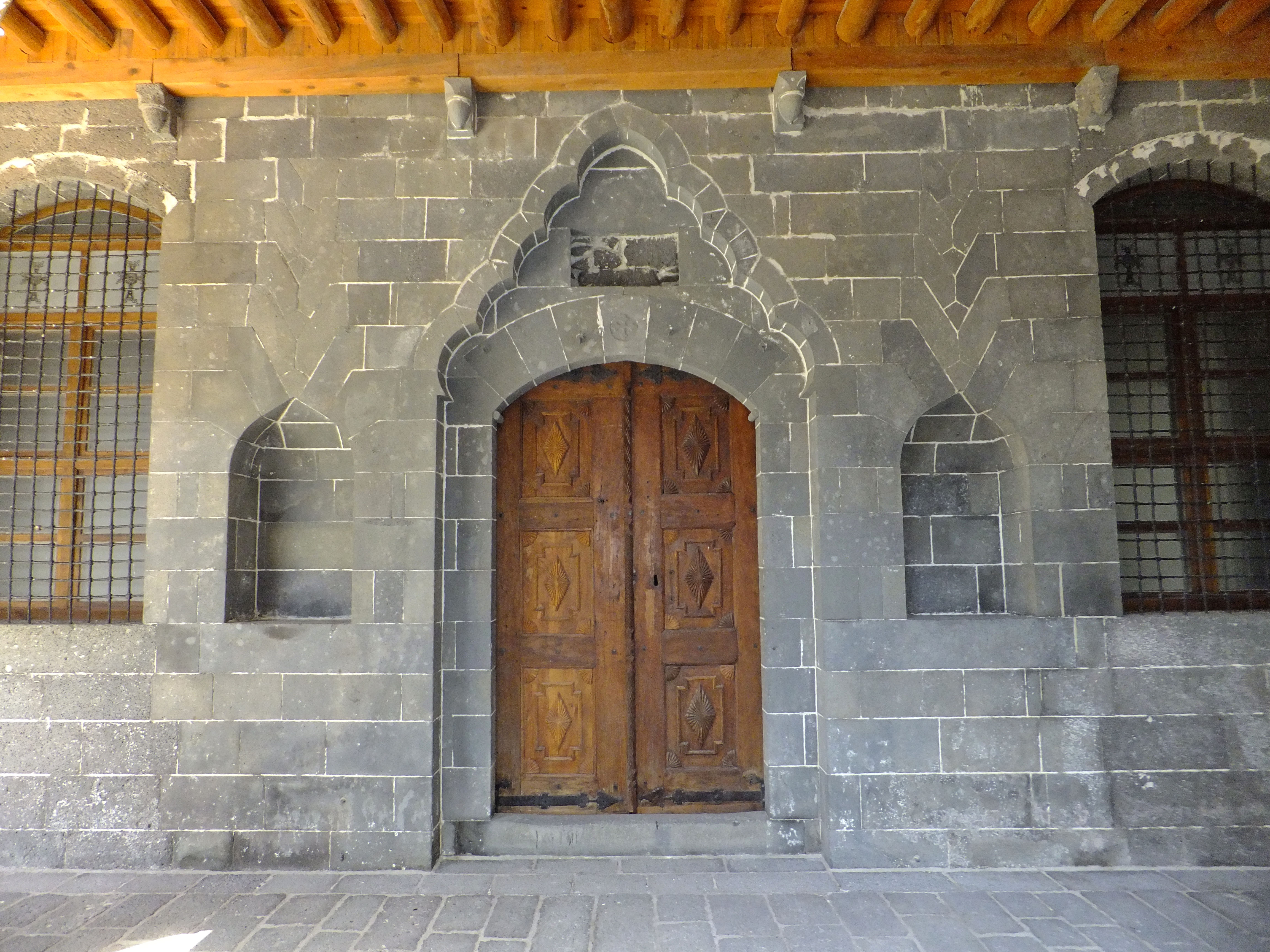
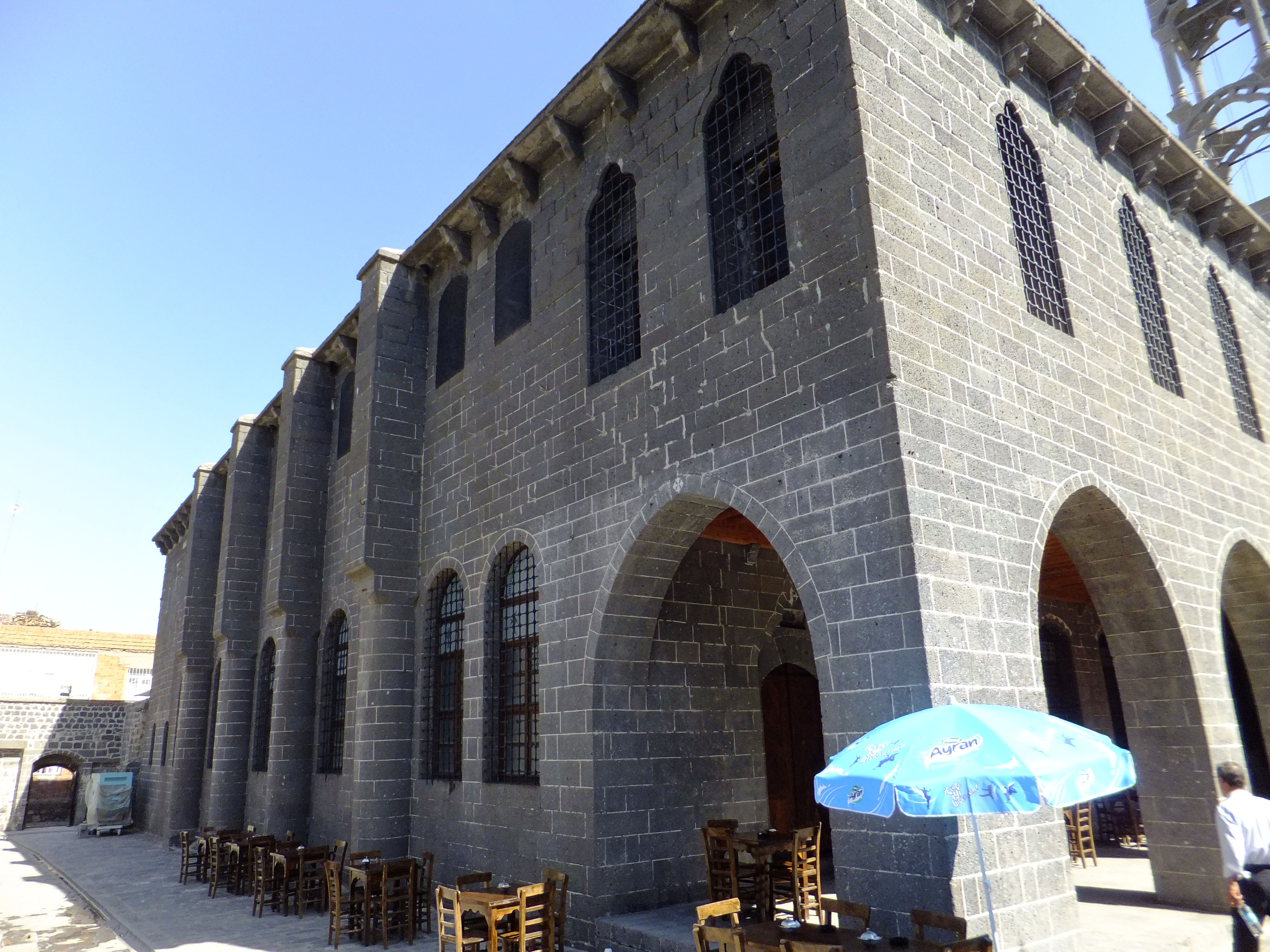
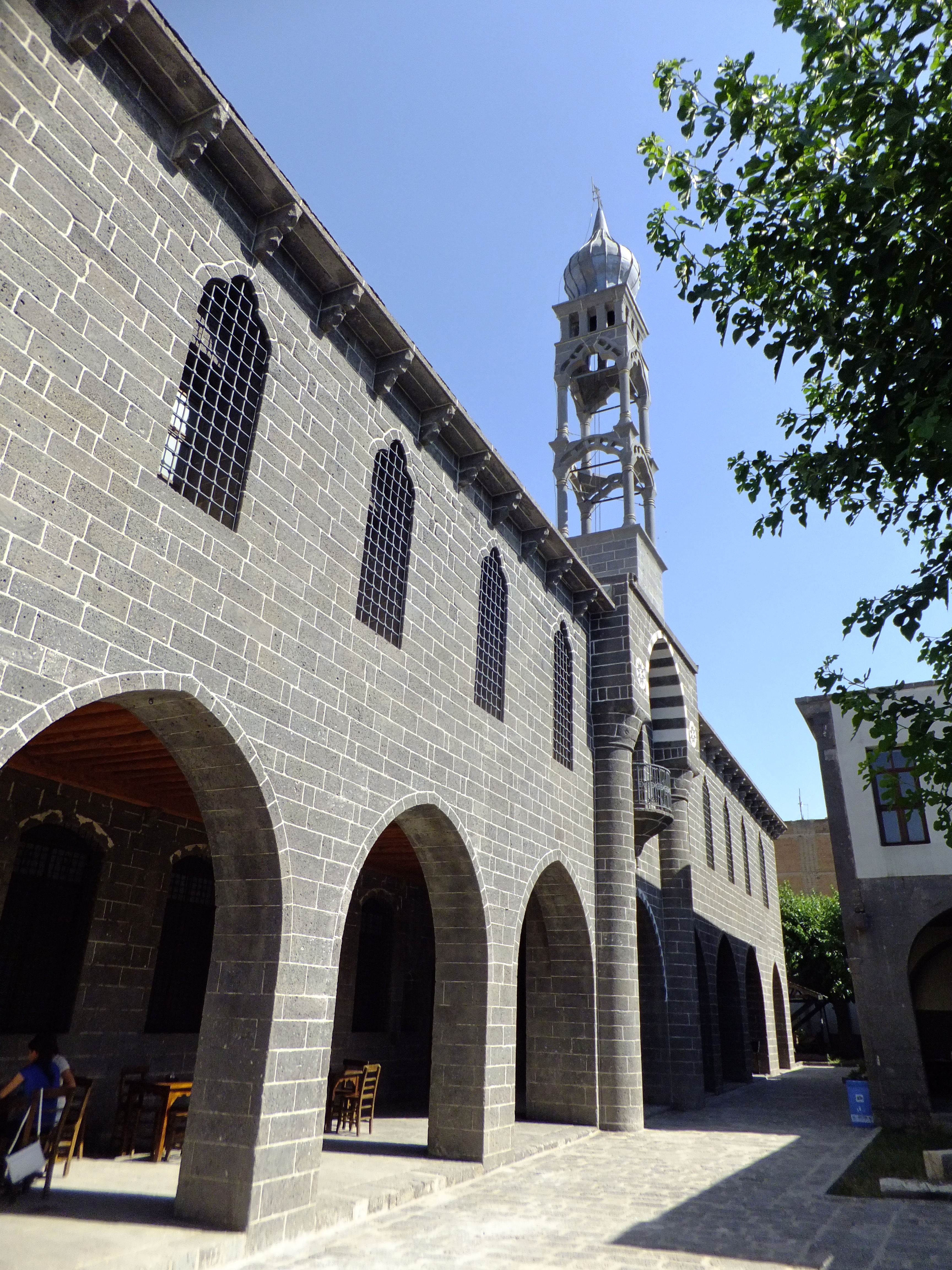
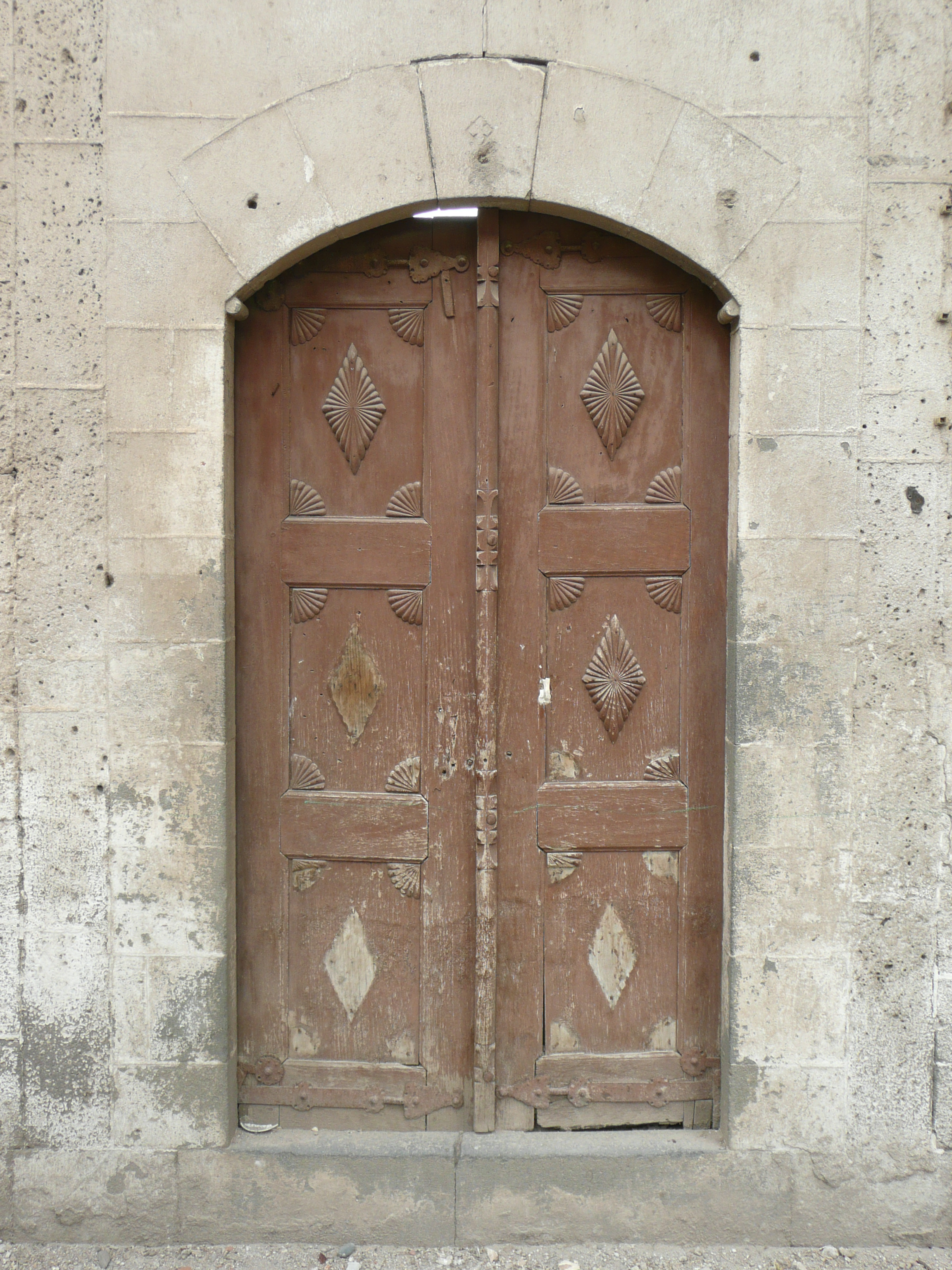
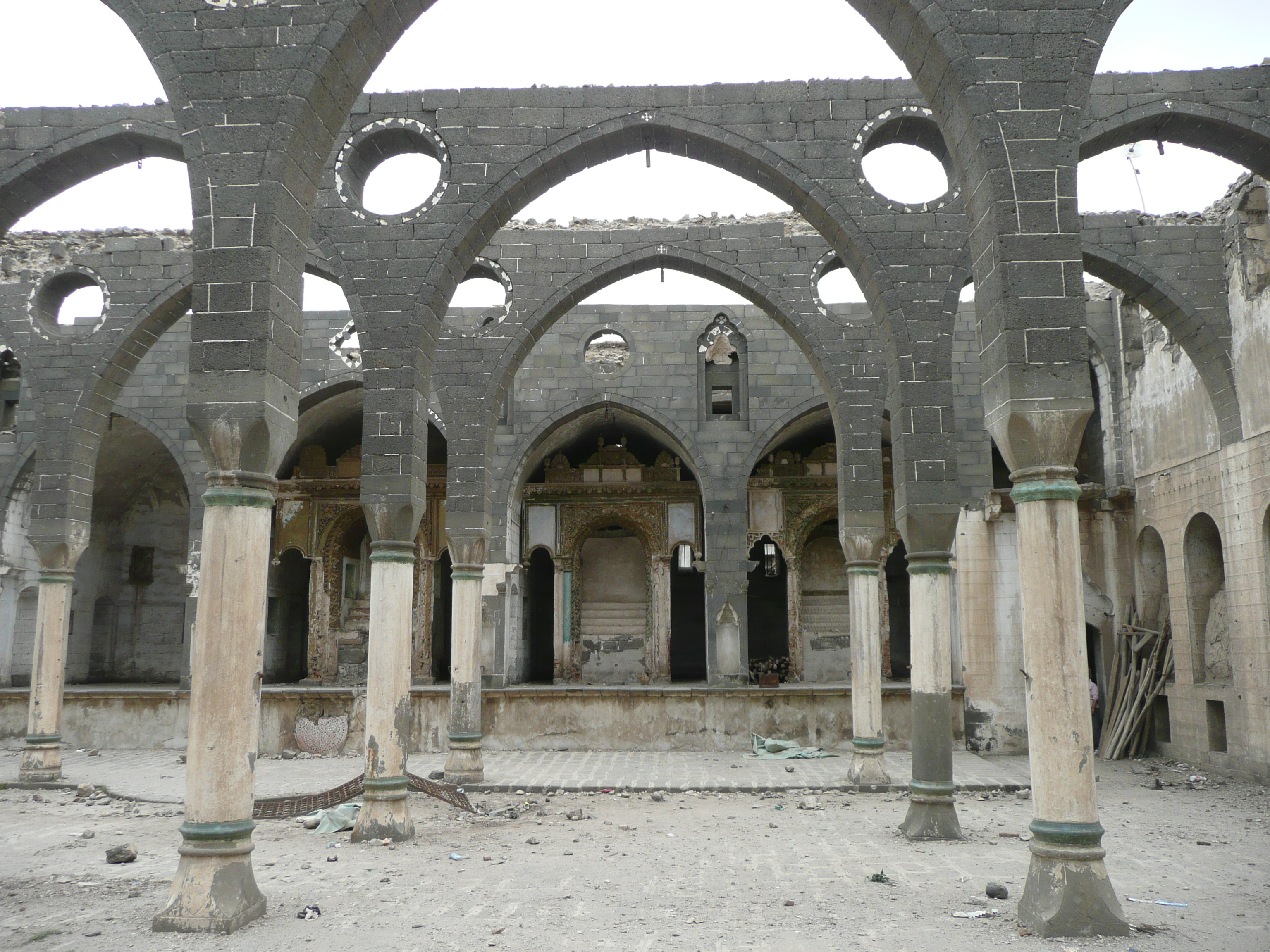
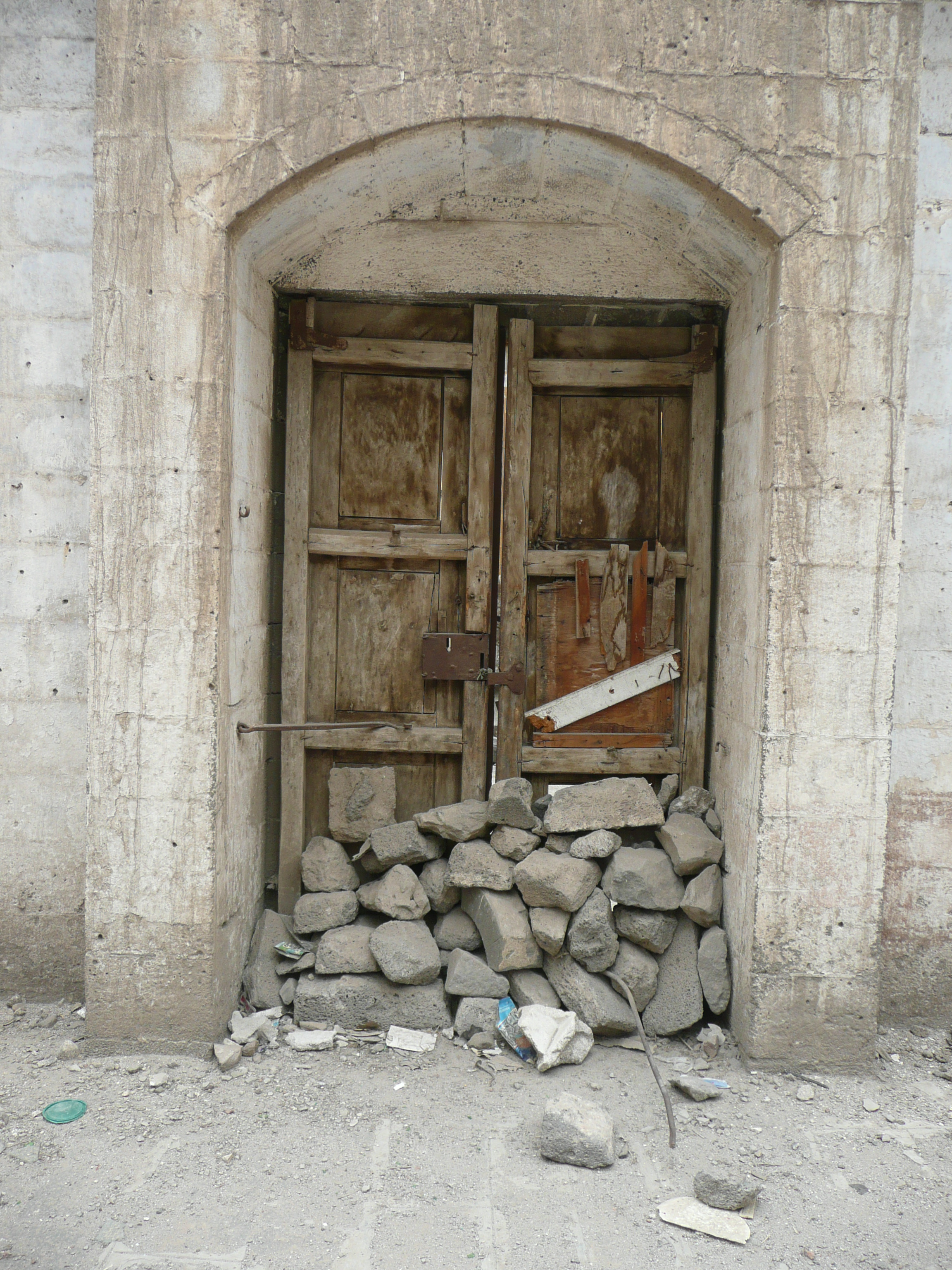
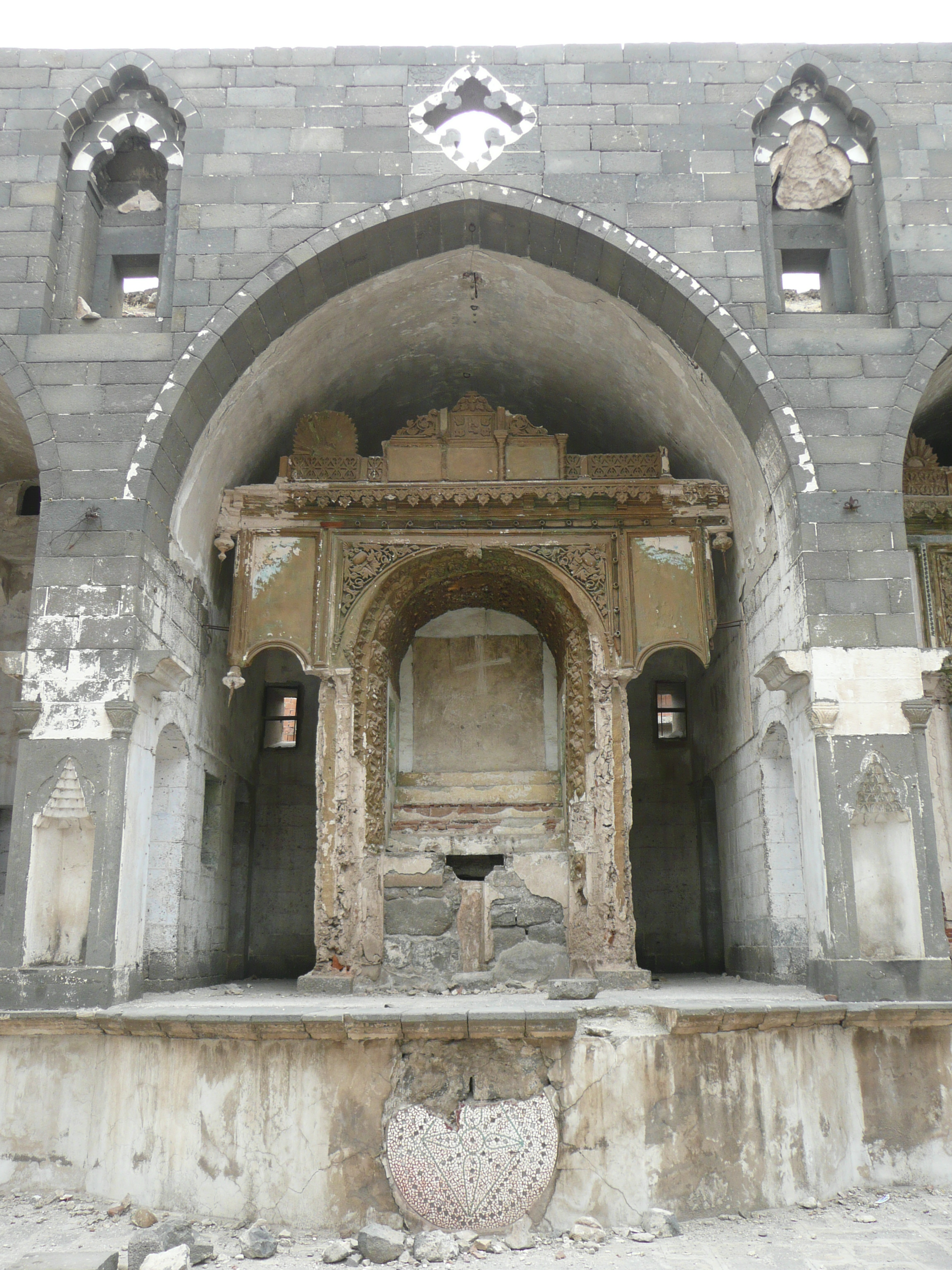
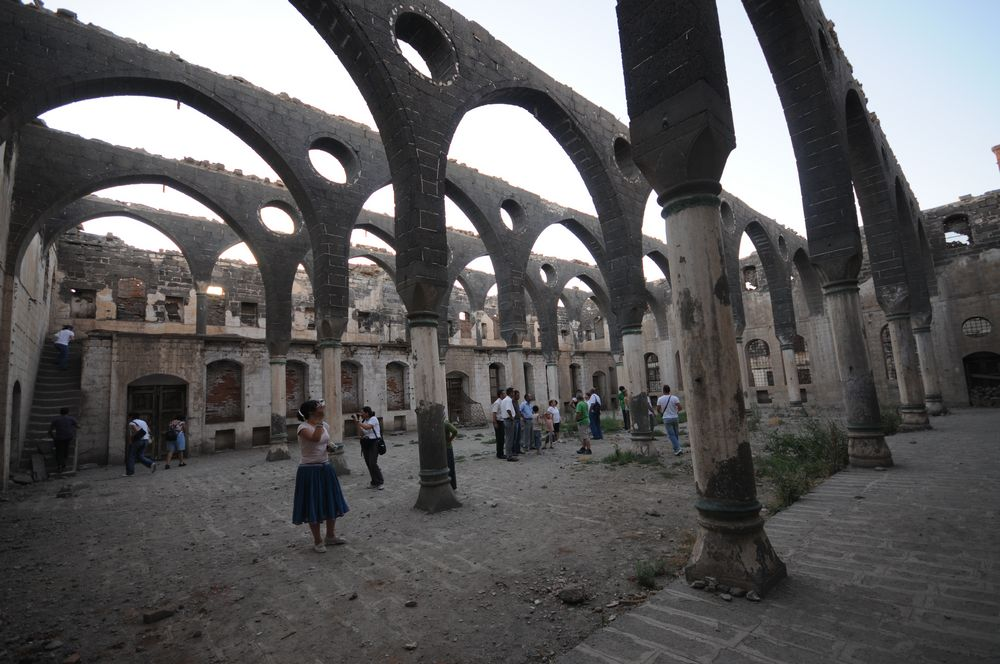
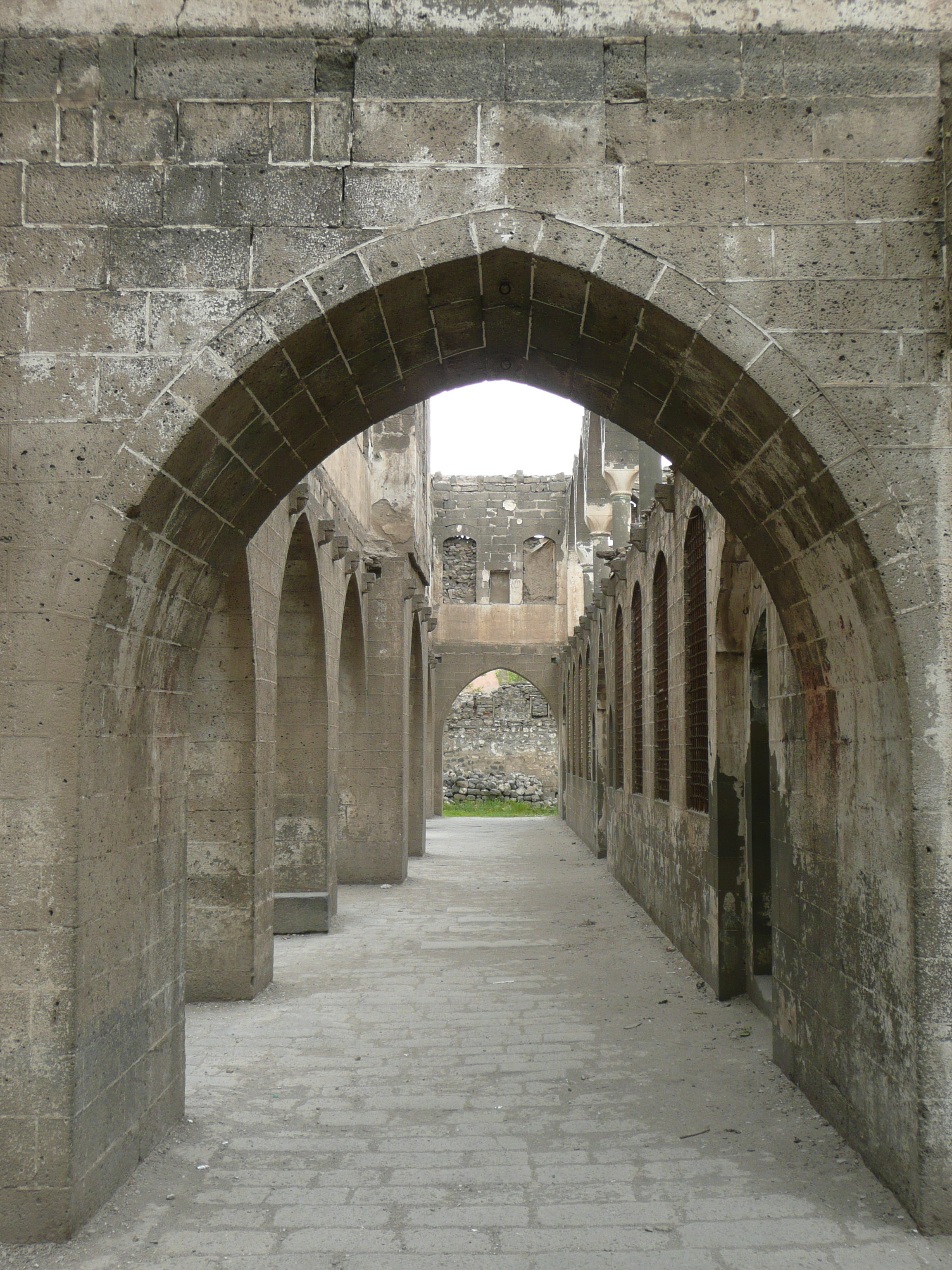